# Amilaga insolida
Amilaga insolida là một loài bướm đêm trong họ Noctuidae.